# Ingegerd Knutsdatter
Ingegerd Knutsdatter de Danemark également dénommée Ingerta et Ingerd (née entre 1080 et 1085 – morte à une date inconnue), est une princesse danoise, fille du roi Knud IV de Danemark et de la reine  Adèle. Elle est considérée comme la mère fondatrice de la 
Maison de Bjälbo qui donnera des monarques à la Suède et à la Norvège.

## Contexte
Après la déposition et le meurtre de son père en 1086, sa mère quitte le Danemark et se retire en Flandre avec son fils Charles, pendant qu'Ingegerd et sa sœur  Cécilia Knudsdatter  demeurent en Suède auprès de leur oncle Éric Ier de Danemark et de la reine Boedil Thurgotsdatter, qui deviennent leurs parents adoptifs Les deux sœurs épousent des magnats suédois : Cecilia le  Jarl Eric, et Ingegerd Folke le Gros à qui elle donne un fils Bengt Snivil (en). Il est spécifié que leurs deux mariages interviennent en Suède.
Eric et Boedil retournent au Danemark lorsque Eric Ier devient roi 1095. Sa sœur Cecilia reviendra également plus tard au Danemark, mais rien n'indique qu'Ingegerd en fasse de même.